# Leadless chip carrier

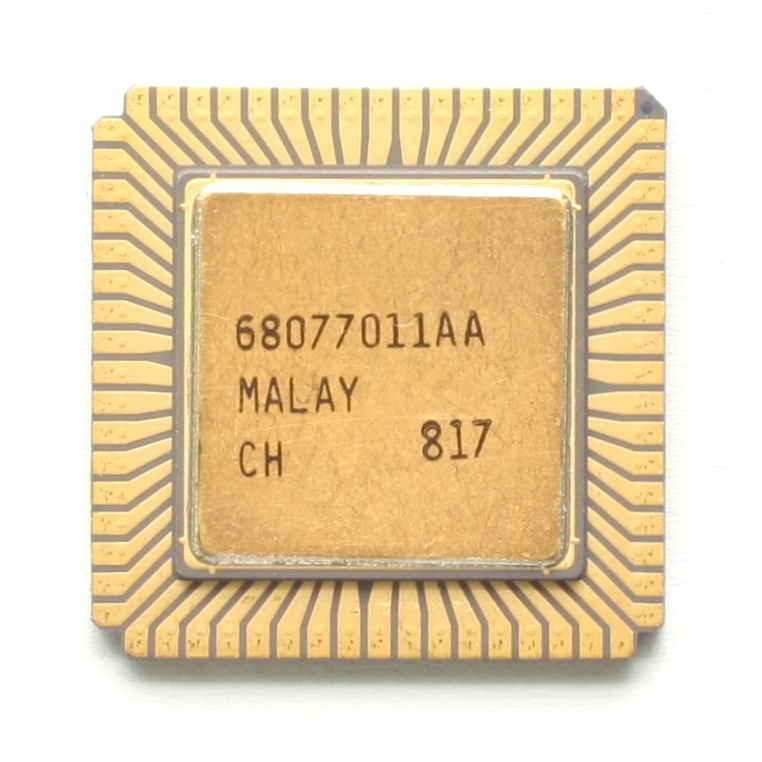
Pacote cerâmico sem chumbo da Intel R80286-8 (fundo)

Um portador de chip sem fio condutor, ou em inglês leadless chip carrier (LLC), é um tipo de encapsulamento (do inglês chip carrier ou chip package) para circuitos integrados que não possui "terminais", porém em vez disso possui pinos ao redor das bordas do pacote de cerâmica. 
Protótipos e dispositivos que funcionam em temperaturas elevadas são normalmente encapsulados em cerâmica, enquanto que produtos de volume elevado para o mercado consumidor normalmente são empacotados em plástico.